# Zonàlnoie
Zonàlnoie (en rus: Зональное) és un poble de l'óblast de Sakhalín, a Rússia, el 2013 tenia 312 habitants. Pertany al districte municipal de Tímovskoie.